# Конаковы
Конаковы — дворянский род.
Потомство Семёна Пятова Конакова, в 1608 г. вёрстанного денежным окладом. Род внесён 11.5.1800 г. в VI часть родословной книги Рязанской губернии.

## Описание герба
На щите, имеющем голубую вершину, изображены золотой крест и две шпаги с голубыми эфесами, вонзенные крестообразно в крепость красного цвета, находящуюся в нижнем пространном серебряном поле.
На щите дворянский коронованный шлем. Нашлемник: до половины лев с саблей. Намёт на щите голубой, подложенный золотом. Герб рода Конаковых внесен в Часть 8 Общего гербовника дворянских родов Всероссийской империи, стр. 28.